# Athanasius Wolff
Athanasius Wolff OSB, geboren als Hermann Michael Wolff, (* 17. Juli 1931 in Kiel; † 5. August 2013 in Maria Laach) war ein deutscher Benediktiner.

## Familie
Hermann Michael Wolff wurde als Sohn von Michael Wolff, eines Bankdirektors, geboren. Dieser war in Kiel tätig, bevor er mit der Familie nach Berlin umzog. Seine Mutter Margarete, geborene Heise, die aus der Gegend um Bremen stammte, wurde während der Zeit des Dritten Reichs (1933–1945) von den Nationalsozialisten als Halbjüdin beziehungsweise jüdischer Mischling klassifiziert. In Berlin trennte sich der Vater von seiner Ehefrau, die daraufhin mit Hermann und dessen jüngerem Bruder nach Bremen umsiedelte. Wolff kam wegen seiner jüdischen Herkunft zeitweise in ein Kinderlager. Während des Zweiten Weltkriegs in Würzburg untergekommen, entkam die Mutter mit ihren beiden Söhnen während eines alliierten Bombenangriffs nur knapp dem Tod. Diese traumatischen Erlebnisse beeinflussten die Jugend und die weitere Entwicklung Hermanns massiv.

## Ausbildung
Die Schulzeit war somit von Unterbrechungen und häufigem Schulwechsel gekennzeichnet. Am 25. Januar 1952 trat er in evangelisch geprägter Umgebung noch vor seinem Abitur am Alten Gymnasium in Bremen der katholischen Kirche bei. Ab Anfang der 1950er Jahre studierte er an der Ludwig-Maximilians-Universität München und der Georg-August-Universität Göttingen Philosophie, Geschichte, Germanistik und Theologie. 
Noch während seines Studiums bat er 1954 um Aufnahme in die Abtei St. Bonifaz in München. Von dem stark bayerisch geprägten Konvent erhielt er jedoch aufgrund seiner preußischen Herkunft eine Absage. 1955, im Jahr vor ihrem 800-jährigen Bestehen, wurde er stattdessen von der Abtei Maria Laach aufgenommen. Dort erhielt er den Ordensnamen Athanasius und konnte seine Studien nach dem Noviziat sowohl dort als auch in der Erzabtei Beuron und an der Julius-Maximilians-Universität Würzburg fortsetzen und abschließen. 1960 empfing er die Priesterweihe.

## Wirken
Bis zur 1965 erfolgten Schließung der Laacher Hochschule wirkte er dort als Dozent für Philosophie. Ab 1969 war er Mitbegründer und Co-Organisator der „Herbstschule für Hochenergiephysik in Maria Laach“, hielt Vorträge zu geistlichen sowie gesellschaftlichen Themen und führte Diskussionen mit jungen Wissenschaftlern. Aufgrund seiner Herkunft aus der evangelischen Kirche pflegte er die Ökumene.
Bis 2005 war er als Gastpater tätig, betreute Gäste der Abtei, in den 1970er Jahren auch den ehemaligen Reichsminister Albert Speer (1905–1981), der sich regelmäßig in das Kloster zurückzog. Von diesem wurde Pater Athanasius wiederholt auf das Familien-Anwesen Speers nach Heidelberg eingeladen. Er wurde zum Seelsorger Speers und erkannte im Gegensatz zu manchem Historiker dessen Ambivalenz in Aussagen und Handlungen. Erst nach Speers Tod wurden dessen biographische Manipulationen und Lügen durch neue Aktenfunde des Historikers Matthias Schmidt aufgedeckt.

## Fernsehen
- Geheimnisse des „Dritten Reichs“. 6., Speers Täuschung. ZDF, TV-Dokumentation, Deutschland, 2011.